# Puerta de Cadena
Puerta de Cadena är en ort i Mexiko.   Den ligger i kommunen Pátzcuaro och delstaten Michoacán de Ocampo, i den södra delen av landet, 250 km väster om huvudstaden Mexico City. Puerta de Cadena ligger 2 155 meter över havet och antalet invånare är 403.
Terrängen runt Puerta de Cadena är kuperad, och sluttar norrut. Runt Puerta de Cadena är det ganska tätbefolkat, med 179 invånare per kvadratkilometer. Närmaste större samhälle är Pátzcuaro, 7,5 km väster om Puerta de Cadena. I omgivningarna runt Puerta de Cadena växer huvudsakligen savannskog.